# 루도비카 야콥손
루도비카 야콥손(스웨덴어: Ludowika Jakobsson, 1884년 7월 25일~1968년 11월 1일)은 핀란드의 여자 피겨 스케이팅 선수이다. 독일 출신이며, 결혼 전 성은 아일러스(독일어: Eilers)이다.
독일 포츠담에서 태어났으며, 초창기에는 싱글과 페어 부문에서 동시에 활동했다. 1910년 세계 선수권에서 핀란드 출신의 파트너 발테르 야콥손과 함께 페어 부문에서 2위에 올랐다. 당시의 규정상 이들의 은메달은 각각 독일과 핀란드가 반반씩 딴 것으로 집계되었다. 곧 파트너 야콥손과 결혼하여 그는 다음부터 야콥손아일러스라는 이름으로 대회에 출전하여 1911년 세계 선수권에서는 페어 쪽에서는 핀란드 소속으로 우승했고 동시에 출전한 싱글 부문에서는 독일 소속으로 3위를 하였다. 이후 남편과 함께 계속 출전, 페어 부문에서 세계 선수권에서 두 차례 더 우승, 모두 세 차례 우승하였고, 1920년 하계 올림픽에서 금메달, 1924년 동계 올림픽에서 은메달을 획득하였다.